# Angel Fire
Angel Fire is een plaats (village) in de Amerikaanse staat New Mexico, en valt bestuurlijk gezien onder Colfax County.

## Demografie
Bij de volkstelling in 2000 werd het aantal inwoners vastgesteld op 1048.
In 2006 is het aantal inwoners door het United States Census Bureau geschat op 1108, een stijging van 60 (5,7%).

## Geografie
Volgens het United States Census Bureau beslaat de plaats een oppervlakte van
75,0 km², waarvan 74,9 km² land en 0,1 km² water.

## Plaatsen in de nabije omgeving
De onderstaande figuur toont nabijgelegen plaatsen in een straal van 32 km rond Angel Fire.

## Toerisme
Het op grote hoogte gelegen Angel Fire is een populaire skiplaats.

## Infrastructuur
Angel Fire heeft een vliegveld, Angel Fire Airport (AXX), dat twee landingsbanen bezit. Het is een van de hoogst gelegen vliegvelden in de Verenigde Staten.